# Nilcea Freire
Nilcea Freire GCRB (Rio de Janeiro, 14 de setembro de 1953 – Rio de Janeiro, 28 de dezembro de 2019) foi uma médica, acadêmica, pesquisadora e política brasileira filiada ao Partido Socialismo e Liberdade (PSOL). Foi ministra-chefe da Secretaria de Políticas para as Mulheres durante o governo Lula.

## Biografia
Nilcea graduou-se em medicina pela Universidade do Estado do Rio de Janeiro (UERJ), sendo contratada a priori para o departamento de patologia, posteriormente tornou-se professora além de ocupar cargos administrativos na universidade como a assessoria da Sub-Reitoria de Pós-Graduação e Pesquisa, diretora de Planejamento e Orçamento e vice-reitora entre 1996 e 1999. Em 2000, tornou-se a primeira mulher a ocupar o cargo de reitora em uma universidade pública no estado do Rio de Janeiro.
Durante sua gestão da reitoria, a UERJ implantou o sistema de quotas que reserva vagas para alunos negros de baixa renda e formados por escolas públicas.

### Secretaria de Políticas para as Mulheres
Filiada ao Partido dos Trabalhadores (PT) desde 1989, em 27 de janeiro de 2004 foi empossada Ministra-Chefe da Secretaria de Políticas para as Mulheres do governo Lula.
Em julho de 2004, realizou a I Conferência Nacional de Políticas para as Mulheres, que reuniu mais de 120 mil mulheres de todo o país e, em consequência dessa mobilização, publicou, no final de 2004, o Plano Nacional de Políticas para as Mulheres. Sob sua condução, foram implementadas as mais relevantes políticas públicas voltadas às mulheres da história do Brasil até o momento.
A lei Maria da Penha, seguida da formulação e execução do Pacto Nacional de Enfrentamento à Violência contra a Mulher, e programas como Gênero e Diversidade na Escola e Pró-Equidade de Gênero são exemplos disso. Além disso, Nilcea conduziu, ao longo dos sete anos em que esteve à frente da Secretaria Especial de Políticas para as Mulheres, uma forte articulação internacional sobre o tema, tornando o Brasil uma liderança na área.
Em 2005, foi admitida pelo presidente Lula já ao último grau da Ordem de Rio Branco, a Grã-Cruz suplementar.
Em fevereiro de 2017, tornou-se diretora executiva do Museu do Samba.

## Atuação política
Durante a ditadura militar brasileira foi filiada ao Partido Comunista Brasileiro (PCB). Na clandestinidade política imposta pelos militares, foi exilada para o México entre 1975 e 1977.
Foi filiada ao Partido dos Trabalhadores entre 1989 a 2016. Apoiou a campanha do então candidato, Sérgio Cabral (PMDB) ao governo do Rio do Janeiro em 2006.
Em 2016, filiou-se ao Partido Socialismo e Liberdade (PSOL), partido pelo qual candidatou-se a a vereadora na cidade do Rio de Janeiro. No entanto, alcançou pouco mais de 5 mil votos, terminando na quinta suplência da coligação.

## Vida pessoal
Foi casada com Eduardo Faerstein e teve dois filhos.

## Morte
Faleceu em 28 de dezembro de 2019, vítima de um câncer no sistema nervoso aos 66 anos. Nilcea recebia tratamento em sua residência.